# Kryger bleibt Krüger
Kryger bleibt Krüger ist ein deutscher Fernsehfilm des Regisseurs Marc-Andreas Bochert, der im Auftrag der ARD produziert und im Januar 2020 erstmals gezeigt wurde. Die Komödie ist  die vierte Geschichte des Rentners Paul Krüger und seiner Freunde Bernd und Ecki. Paul Krüger erbt diesmal eine kleine Brauerei in Tschechien, allerdings zusammen mit seinem Bruder, den er seit Jahrzehnten nicht gesehen hat. Nach gewissen Startschwierigkeiten müssen die beiden die Brauerei vor der Schließung retten.

## Handlung
Paul Krüger, der seinen Ruhestand mit seinen Freunden in der Siedlung verbringen will, bekommt eine Mieterhöhung, da sein Haus modernisiert werden soll. Er fragt sich, wie er das wird bezahlen können. Als er sich mit seinen Freunden im Park trifft, erhält er unangekündigten Besuch von der Bürgermeisterin des tschechischen Dorfes Krýgovice. Sie teilt ihm mit, dass seine Tante, die dort lebte, gestorben ist, und er zusammen mit seinem Bruder Emil, den er seit Jahrzehnten nicht gesehen hat, die alte Brauerei von Krýgovice geerbt hat. Er hat zunächst kein Interesse, in der Aussicht auf ein Leben lang Freibier überreden ihn seine Freunde, doch zumindest einmal hinzufahren.
Mit dem Nahverkehrszug angekommen, werden die drei von der Bürgermeisterin abgeholt. Nach einem Besuch am Grab der Tante besucht man erstmal die kleine Brauerei, die von Krügers Urgroßvater 1898 gegründet worden war. Die Brauerei ist der größte Arbeitgeber im Ort, auch wenn die Geschäfte nicht mehr so gut laufen wie einst. Chinesen wollen das ganze Areal aufkaufen und die Brauerei schließen, die Belegschaft setzt alle Hoffnungen auf Krüger. Er könne ja einen Geschäftsführer einstellen und müsse als Rentner nicht selber die Geschäfte führen. Der Gedanke an eine chinesische Übernahme behagt Krüger überhaupt nicht, nach kurzer Bedenkzeit und einer ersten Verkostung des Bieres beschließt Krüger, das Erbe anzunehmen. Man will am nächsten Tag nach Prag zum Notar fahren, die Formalia regeln, die Brauerei verkaufen und wieder nach Hause fahren.
Krügers Freund Ecki, langjähriger Bierkenner, unterhält sich mit Jiří, dem Sohn der Inhaberin des kleinen Hotels, in dem man vor Ort untergekommen ist. Dieser hat Marketing studiert, arbeitet aber im Betrieb seiner Mutter mit, und hat bereits Ideen, wie man die Brauerei neu positionieren und wieder erfolgreich machen kann. Ecki ist wenig überzeugt, er sieht es eher traditionalistisch, findet die Ideen aber dennoch interessant, wenn es die Brauerei retten könnte.
Am nächsten Morgen bei Notar Černý in Prag stellt sich heraus, dass Krüger das Erbe nach dem letzten Willen seiner Tante nur zusammen mit seinem Bruder antreten kann. Dieser hat aber bereits abgelehnt. Zudem gibt es eine weitere Bedingung: Die Brüder müssen sich versöhnen und gemeinsam aus dem „Familienhumpen“ trinken, einem großen Silberkrug, der ein Erbstück der Familie ist.
Pauls Bruder Emil hat, wie sich herausstellt, keinen festen Wohnsitz, er holt an einer Adresse in Prag nur alle paar Monate seine Post ab. Die Kontaktperson hat nur einen vagen Hinweis, wo er sich mit seinem „Wandertheater“ derzeit aufhalten könnte. Als Krüger und sein Freund Bernd Emil finden, stellt sich heraus, dass dieser eine Ein-Mann-Wander-Puppenbühne betreibt und in einem alten, aber liebevoll gepflegten Schaustellerwagen lebt, in dem er auch seine Bühne betreibt. Als Emil seinen Bruder Paul nach Jahrzehnten das erste Mal erblickt, haut er ab und versteckt sich im nebenan befindlichen Kurbad. In einer kurzen Unterhaltung mach Emil Paul klar, dass er von dem Erbe und dem Kapitalismus nichts wissen will. Sein Vater habe die Arbeit als Chef der Brauerei ihm als Sohn stets vorgezogen, weswegen er auch keinesfalls selbst mit der Brauerei zu tun haben wollte.
Inzwischen trifft im Gasthof in Krýgovice die chinesische Delegation ein, die die Brauerei kaufen will. Ecki kommt über die nette Übersetzerin Mian mit den Chinesen ins Gespräch und wird diesen vom Jiří, dem Sohn der Inhaberin, als einer der größten deutschen Bierexperten vorgestellt. Man feiert mit dem heimischen Bier einen feucht-fröhlichen Abend. Ecki und Jiří gelingt es dabei, die Chinesen vor der am nächsten Tag anstehenden Auktion unter den Tisch zu trinken.
Paul Krüger und sein Bruder Emil sitzen abends am Schaustellerwagen zusammen. Krüger erzählt von seiner verstorbenen Frau, seiner Tochter, Enkelin und Urenkelin. Emil hingegen hat nur seine Puppen als „Kinder“ und wirft Paul vor, nach Jahrzehnten aus dem Nichts aufzutauchen und das Erbe nur haben zu wollen, um es zu Geld zu machen.
Bernd erleidet von der Übernachtung im Schaustellerwagen einen schweren Hexenschuss und kann sich kaum noch rühren. Er bekommt von Emil eine uralte Schmerztablette und verfällt daraufhin in einen Drogenrausch, so dass er nicht Auto fahren kann. Paul bekniet Emil, ihn wenigstens nach Krýgovice zu fahren, so macht man sich mit dem von zwei Pferden gezogenen Schaustellerwagen auf den Weg.
Ecki hatte geglaubt, die Chinesen durch das Besäufnis ausgeschaltet zu haben, so dass die Auktion am nächsten Morgen nicht würde stattfinden können. Gerade als man den angereisten Auktionator wegschicken will, kommen diese topfit aus dem Gasthof und die Auktion beginnt. Ecki hat sich in Schale geworfen und bietet bei der Auktion gegen die Chinesen mit. Er und Jiří bluffen und erklären, Ecki sei Herr Eckhardt Pichler, Eigentümer der Pichelhofer Brauereien, einer der führenden Brauereien in Deutschland. Die Bürgermeisterin ist auch im Raum, hält aber dicht. Ecki gewinnt die Auktion für 780.000 Euro, muss aber bis zum Abend 10 Prozent der Summe anzahlen, andernfalls ist die Auktion ungültig.
Paul und Emil treffen just nach Ende der Auktion mit dem Pferdewagen ein und erfahren das Ergebnis. Emil, der eigentlich sofort wieder aufbrechen wollte, wird von Kindern umlagert, die sein Puppentheater sehen wollen. Paul nötigt ihn, die verhasste Brauerei, von der er schon in seiner Jugend nichts wissen wollte, wenigstens anzusehen. Er führt Emil durch die Brauerei und erklärt ihm erneut, wie wichtig diese für den Ort ist, doch Emil sagt, ihm habe sie nur Unglück gebracht. Sein Vater habe sich immer nur für den Betrieb interessiert und nie für ihn, und als er nicht in die Brauerei einsteigen wollte, habe der Vater ihn rausgeschmissen. Dieser starb kurz danach, und die Tante musste die Brauerei übernehmen.
Die Brüder geraten in Konflikt. Paul war in der Nachkriegszeit mit seiner Mutter nach Deutschland geflohen, Emil und der Vater, der die Brauerei nicht verlassen wollte, blieben vor Ort. Man macht sich gegenseitig Vorwürfe, wer wen im Stich gelassen habe. Inzwischen deckt Mian, die Übersetzerin der Chinesen, auf, dass Ecki nicht der Brauereibesitzer ist, für den er sich ausgegeben hat. Die Auktion wird am nächsten Tag wiederholt, wenn die Brüder bis dahin das Erbe nicht annehmen.
Während Paul durch den Ort wandert und von seinen Kindheitserinnerungen eingeholt wird (man sieht in Rückblenden in schwarz-weiß, wie er und seine Mutter im Rahmen der Vertreibung der Sudetendeutschen den Ort verlassen mussten), spannt Emil den Schaustellerwagen an und verlässt den Ort. Ecki und Bernd erfahren unterdessen, dass Emil vor gut 30 Jahren eine Affäre mit der Gasthausbesitzerin Tereza hatte und deren Sohn Jiří auch Emils Sohn ist. Paul holt seinen Bruder ein und eröffnet ihm die Vaterschaft. Er bittet ihn in seines Sohnes Namen, das Erbe nun doch anzunehmen, damit die Familie die Brauerei weiterführen kann. Emil ist immer noch störrisch, hat er doch gerade erst von seinem Sohn Jiří erfahren und muss mit dem Gedanken erstmal klarkommen.
Derweil beginnt die Auktion erneut. Paul und Emil platzen gerade vor deren Ende noch herein und erklären, die Brauerei nun doch zu übernehmen. Der Auktionator, der Notar und die Chinesen reagieren gereizt auf das hin und her, die Auktion wird noch einmal um einen Tag verschoben. Es bleibt die Klausel, gemeinsam aus dem Familien-Bierkrug zu trinken. Emil glaubt, diesen noch zu haben, aber die Kiste, in der dieser sein sollte, ist leer. Nachdem Emil und sein Sohn Jiří sich am Dorfteich aussprechen, erinnert sich Emil, dass er den Krug vor langer Zeit voller Wut in eben diesen Dorfteich geworfen hatte. Jiří taucht am nächsten Morgen nach dem Bierkrug und findet ihn tatsächlich. So trinkt man gemeinsam und erfüllt die letzte Klausel aus dem Testament der Tante und die Papiere werden ausgestellt. Die ursprünglichen Verkaufspläne sind vom Tisch und Jiří wird die Brauerei übernehmen, somit bleibt sie in Familienhand. Die Chinesen reisen ab und das Dorf feiert. Paul, der ja immer noch nicht weiß, wie es für ihn in Berlin weitergehen soll, soll nach Emils Willen den Familienkrug aus Sterling-Silber mitnehmen und verkaufen, damit kommt er eine Weile über die Runden. Krüger, Ecki und Bernd kehren mit einer Kiste ihres Bieres nach Berlin zurück.

## Kritik
„Im vierten und bislang besten Reiseabenteuer der ‚Krüger‘-Reihe schickt Marc-Andreas Bochert seinen Titelhelden und dessen Freunde ins Nachbarland Tschechien: Der von Horst Krause unnachahmlich verkörperte Ur-Berliner hat in seiner Geburtsstadt Krýgovice eine Brauerei geerbt. Eigentlich will er das Erbe ausschlagen, aber wenn die Chinesen den Betrieb ersteigern, werden sie ihn abreißen; dann hat der halbe Ort keine Arbeit mehr. Wie in allen Filmen der Reihe macht es großen Spaß, den Schauspielern bei ihrem Schaffen zuzuschauen. Natürlich finden sich auch in ‚Kryger bleibt Krüger‘ (Degeto / Provobis) genügend Gelegenheiten, um Land & Leute vorzustellen. Trotz der heiteren Dialoge und vieler witziger Situationen geht es zumindest hintergründig mit der Vertreibung der Deutschen nach dem Zweiten Weltkrieg um ein ernstes Thema. Genauso wichtig wie die schönen Bilder ist die Musik, die enorm gute Laune verbreitet. Sogar die biografischen Hintergründe stimmen.“